# Palliduphantes bayrami
Palliduphantes bayrami là một loài nhện trong họ Linyphiidae.
Loài này thuộc chi Palliduphantes. Palliduphantes bayrami được miêu tả năm 2008 bởi Demir, Topçu & Seyyar.